# 相澤弥一郎
相澤 弥一郎（あいざわ やいちろう、1970年〈昭和45年〉8月31日 - ）は、東京都出身の2010年度日本青年会議所会頭。欅興産株式会社代表取締役。特定非営利活動法人公共政策調査機構監事。

## 来歴
1970年東京都杉並区阿佐谷北に生まれる。元は農家であった阿佐ヶ谷の地主。
1997年東京青年会議所入会し、2008年東京青年会議所理事長。2009年日本青年会議所副会頭を経て、2010年度日本青年会議所会頭をつとめた。現在は、日本青年会議所シニアクラブ相談役。
会頭就任時の所信表明で「陽はまた昇る」「地域を照らす光明たれ」と発信。また、「日本青年会議所＝自由民主党」というようなイメージがあるが、そんなことはないと述べている。